# Scleropilio insolens
Scleropilio insolens is een hooiwagen uit de familie echte hooiwagens (Phalangiidae).